# France pendant la guerre de Sept Ans
 (août 2014).

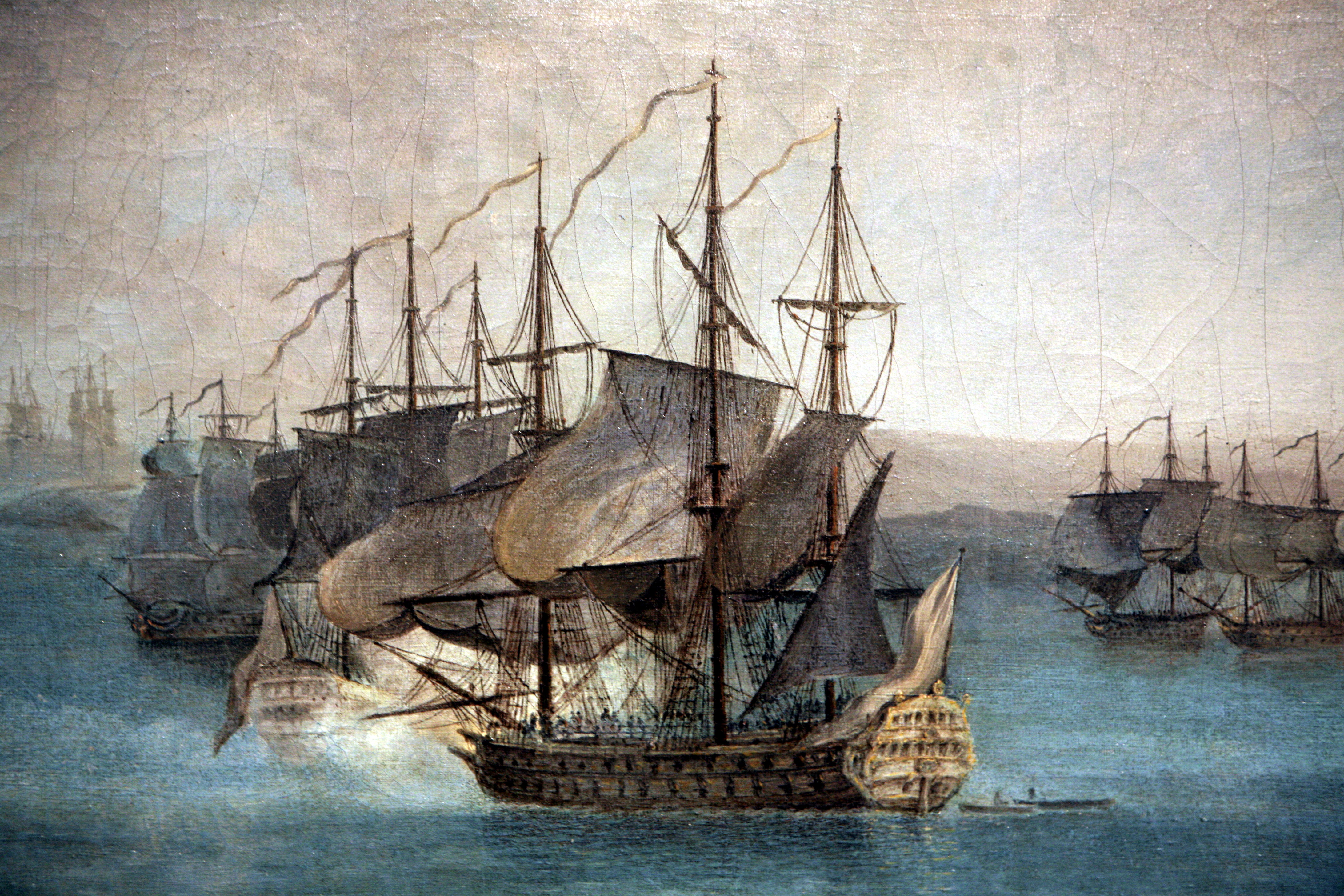
Vaisseau français engagé dans la bataille de Minorque de 1756, peut-être le navire amiral le Foudroyant de 80 canons.

La France fut l’une des principales belligérantes de la guerre de Sept Ans qui prit place de 1756 à 1763. Elle entra en guerre, mue par l’objectif de s’assurer une victoire finale et définitive sur la Prusse et ses alliés allemands en Europe, et la Grande-Bretagne et ses colonies (notamment nord-américaines) dans le reste du monde et sur les mers.
Tandis que les premières années du conflit s’annonçaient encourageantes du point de vue militaire, en particulier ponctuées de quelques succès en Amérique du Nord et en Allemagne, la situation se retourna de façon dramatique en 1759, la suite de la guerre ayant surtout consisté en revers sur tous les continents. Afin de redresser la situation, le pays (alors sous le règne de Louis XV) conclut une alliance avec sa voisine, l’Espagne, au travers du Pacte de famille signé en 1761. En dépit de ce dernier effort, les Français continuèrent à subir défaite sur défaite durant l’année suivante, les forçant à demander la paix. Le traité de Paris de février 1763 confirma la défaite française en enlevant au pays ses possessions coloniales d’Amérique du Nord (Nouvelle-France et Est de la Louisiane) et d’Asie (si ce ne sont cinq comptoirs indiens) au profit des Britanniques. La France conclut également la guerre avec de lourdes pertes et d’importantes dettes financières qui n’allaient être complètement repayées qu’à la fin du siècle.
En 1763, la perte presque entière de son premier empire colonial et ses défaites sur le Vieux continent allaient faire décliner pour un long temps l’influence aussi bien politique que culturelle de la France en Europe et dans le reste du monde (spécialement en Amérique du Nord). Laissant la maîtrise des océans et le rayonnement culturel sur le continent à sa grande rivale britannique, elle dut en outre devoir trouver le moyen de combler les dettes accumulées, qui allaient encore s'accroître à la suite de son intervention vengeresse lors de la révolution américaine en faveur des colons révoltés.

## Contexte

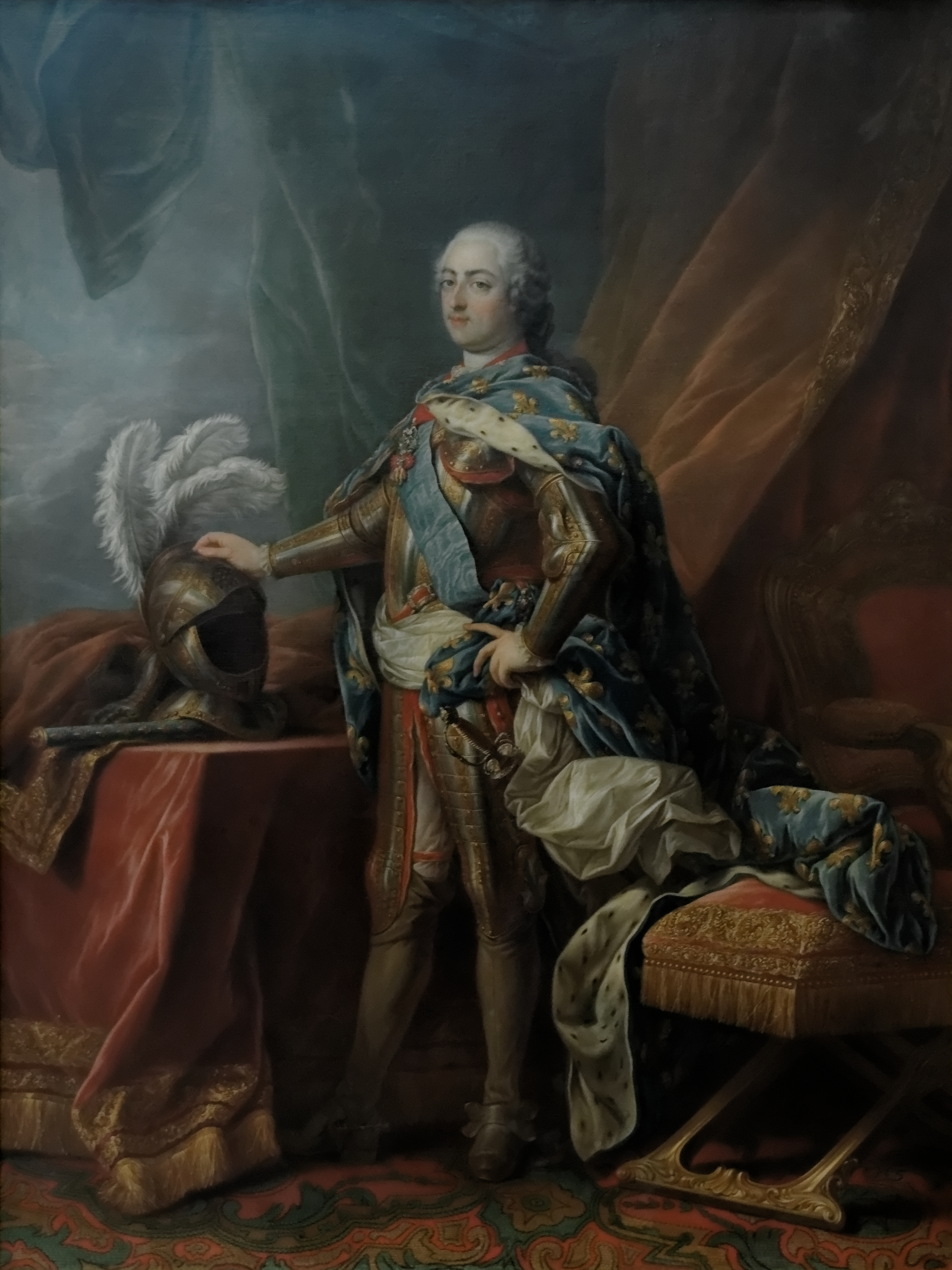
Louis en armure, roi de France lors des évènements relatifs à la guerre de Sept Ans. Carle van Loo (1750), Musée des beaux-arts de Dijon

En 1756, le dernier conflit majeur ayant ébranlé l'Europe était la guerre de Succession d'Autriche, qui s'était étalée de 1740 à 1748, année de la signature du traité d'Aix-la-Chapelle ayant mis fin à ces évènements. Ce traité de paix avait cependant été mal accepté par une frange de la population française, l'ayant considéré comme trop à l'avantage des rivaux du Royaume, en particulier des Britanniques et des Hollandais.
Surtout, le fait était que la France et la Grande-Bretagne étaient toutes deux engagées dans une rivalité géopolitique importante, faisant figures des deux grandes puissances européennes, mondiales et coloniales de l'époque, du fait du déclassement progressif de l'Espagne depuis la fin du XVIIe siècle. Dans le but de s'assurer la suprématie dans le domaine colonial, les deux empires britannique et français s'étaient, depuis 1689, livrés une série de conflits parallèles aux guerres qui secouaient alors le continent européen. Les territoires que possédait la France au Québec actuel (Nouvelle-France) et en Louisiane, le long du fleuve Mississippi, encerclaient les Treize colonies britanniques, confinées sur l'étroite bande côtière est-américaine (s’étendant du nord de la Floride espagnole au sud de l'Acadie). En outre, depuis le début des années 1740, les marchands et militaires français avaient intensifié leur présence dans la vallée de l'Ohio (entre les Grands Lacs et l'État actuel de New York), tandis que les colonies de Virginie et de Pennsylvanie désiraient en parallèle y étendre leur contrôle. La rivalité coloniale franco-anglaise s'était donc trouvée ravivée par cette volonté, de chacun des camps, d'assurer sa domination sur ce territoire, clé des Grands Lacs et des plaines de l'Illinois, faiblement occupé par les Français. Au cours de la guerre de Succession d'Autriche (ou troisième guerre intercoloniale en Amérique du Nord), ceux-ci n'avaient cessé d'accroître leur présence en Ohio au détriment des marchands et colons anglo-américains, au travers d'un réseau d'alliances avec les Amérindiens locaux et d'une chaîne de forts devant verrouiller les vallées à toute infiltration britannique. Cette attitude et la peur, de la part des colons américains, d'un voisinage avec un empire français trop puissant et trop étendu, allaient précipiter le conflit entre les deux mondes franco et anglo-américains.
Cependant, la France, lorsque les premières escarmouches se déclenchent dans les colonies nord-américaines, se trouvait plutôt dans une situation intérieure, autant en Nouvelle-France qu'en métropole, assez dérangeante.

### Situation en métropole et sur le continent européen
En métropole, la France est sortie de la guerre de Succession d'Autriche sans compensation en échange de son alliance à la Prusse, le Traité d'Aix-la-Chapelle ne consacrait qu'un retour au statu quo de 1744. En outre, la guerre ne put qu'être mauvaise pour les finances du Royaume, dont les caisses se retrouvèrent mises durement à contribution en raison des dépenses militaires. Les Prussiens, par leur rapprochement avec la Grande-Bretagne, se plaçant ainsi dans l'orbite de la rivale du pays, n'ont pas été les alliés attendus, et ont plus contribué à faire soutenir à la France un effort de guerre coûteux et inutile qu'à lui procurer un avantage territorial ou politique quelconque.
Le roi, Louis XV, malgré son surnom de "Bien-Aimé", n'avait ni la force politique, ni le tempérament de son arrière-grand-père Louis XIV. Grandement influencé par une partie de sa cour, dont sa favorite la Marquise de Pompadour, il se décida, par le traité de Versailles, en 1756, à s'allier avec l'Autriche, tandis que la Prusse se tournait officiellement vers la Grande-Bretagne, entérinant un système d'alliances opposées qui ne pouvait que mener à la guerre à tout moment. En 1757, la France trouvait une alliée de plus en la Suède, au travers d'une convention signée le 21 mars.

### Situation dans les colonies et sur les mers
Hors Europe, les faiblesses françaises apparaissaient, au milieu du XVIIIe siècle, encore plus clairement. Si, depuis Henri IV et Richelieu, la France s'était bâtie un empire colonial en Amérique du Nord, aux Antilles et en Inde, celui-ci restait, en 1754, dans un état précaire : alors que les Treize colonies franchissaient le cap du million de colons, la Nouvelle France plafonnait à quelque 60 000 habitants, du fait d'une relative faiblesse de l'immigration. En outre, les colonies d'Amérique du Nord souffraient d'une activité économique bien moins rentable que celle de l'Empire britannique ou des "îles à sucre" antillaises, ses seules denrées d'exportation ne consistant essentiellement qu'en produits de la pêche, de la chasse (fourrures) et de l'agriculture (encore la Louisiane n'était-elle tournée vers l'agriculture que par subsistance). L'empire (tout du moins en Amérique du Nord), dont se désintéressait de plus en plus la monarchie, se trouvait ainsi dans une situation compliquée, les revers français de la troisième guerre intercoloniale ne faisant que la rendre plus difficile encore.
Sur mer, la France souffrait d'une véritable carence maritime. Si, sous l'impulsion de Colbert et Louis XIV, le pays s'était doté d'une véritable force maritime jusqu'à le rendre maître de la Méditerranée occidentale et le faire rivaliser avec les puissances océaniques qu'étaient la Grande-Bretagne et les Provinces-Unies, le milieu du XVIIIe siècle sonnait un certain déclin de la marine française. Après quelques beaux succès lors de la guerre de Succession d'Autriche, notamment face aux Britanniques, et malgré plusieurs avancées technologiques significatives au niveau de l'armement des vaisseaux, la marine de Louis XV ne semblait plus apte, en 1756, à réellement rivaliser avec sa concurrente britannique, l'ayant définitivement surclassée. Cette négligence des affaires maritimes, due au manque de motivation à leur égard par le roi et beaucoup de ses proches, allait rendre impossible à la France la domination des mers, et ne faisait qu'accroître les difficiles connexions entre la métropole et ses colonies, donc, à plus long terme, leur défense et leur soutien.

## Guerre en Amérique

### Succès français
Par suite des velléités coloniales de la France dans la vallée de l'Ohio entre 1749 et 1754, un nouveau conflit avec les colons anglo-américains n'allait pas tarder à éclater en Amérique du Nord. Lorsque les Français, par une série d'expéditions marchandes et militaires, commencèrent en 1753 la construction d'un vaste réseau de forts dans la région, la colonie de Virginie répliqua en faisant valoir ses droits sur celle-ci. Voyant que les Français semblaient déterminés à s'emparer de la vallée, les autorités coloniales virginiennes envoyèrent le célèbre George Washington, alors colonel dans la milice, à la tête d'une expédition dans les territoires contestés chasser les Français. Les choses tournèrent rapidement à l'affrontement lorsque l'expédition détruisit une colonne d'éclaireurs français près de l'actuel Pittsburgh, en Pennsylvanie puis fut capturé. La nouvelle ne tarda pas à arriver à Québec, capitale de la Nouvelle France, et, quand elles apprirent que les Britanniques avaient décidé d'envoyer occuper la vallée de l'Ohio par une troupe d'armée plus importante et régulière, les autorités métropolitaines françaises ripostèrent immédiatement par l'envoi d'un contingent vers la Nouvelle France avant que les ports ne puissent être bloqués par la flotte ennemie.
Le début de la guerre dans les colonies allait être marqué par une suite de victoires du côté français, obtenues à l'aide, non seulement de ces nouvelles forces envoyées de Paris, mais aussi et surtout de la force militaire amérindienne et franco-canadienne, rompue à la guérilla qui allait décimer les troupes britanniques moins bien commandées et n'ayant pas les méthodes de combat plus efficaces utilisées par leurs ennemis. Jusqu'en 1757, seule l'Acadie encore française allait tomber aux mains des Britanniques, à la suite de la bataille de Fort Beauséjour en 1755. Cette perte désormais complète de l'Acadie s'effectua en parallèle de la déportation des Acadiens d'origine française, connue sous le nom de Grand dérangement, et décidée par les autorités britanniques de la région afin d'éliminer toute tentative potentielle de retournement anti-anglais des Acadiens, jugés trop peu fiables malgré leurs garanties de rester neutres lors du conflit. Le Grand dérangement allait, pour longtemps, marquer la mémoire acadienne et provoquer la dissémination durable de ces populations francophones entre les Treize Colonies, la Louisiane, le Québec et l'Europe occidentale.
Malgré toutes les mesures britanniques, aussi sévères que celle-ci, les Français, de par leurs succès militaires, réussirent à garder le contrôle de la vallée de l'Ohio ainsi que les points d'accès clés aux Grands Lacs. Menés par le chevalier de Montcalm, ils maîtrisèrent et battirent coup sur coup des Britanniques pourtant supérieurs en nombre aux principales batailles que furent celles de Fort Oswego (1756), de Fort William Henry (1757), et de Fort Carillon (1758).

### Revers et défaite finale

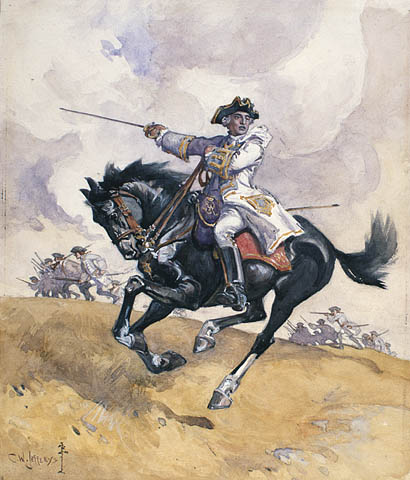
Le marquis de Montcalm lors de la bataille des plaines d'Abraham, par Charles William Jefferys.

Néanmoins, après quelque quatre années victorieuses et encourageantes, la Nouvelle France commença, dès la fin de l'année 1758, à s'essouffler. La métropole, trop concentrée par le théâtre européen de la guerre qui tournait de moins en moins bien en sa faveur, et sans la moindre maîtrise de l'Atlantique passé sous domination britannique, ne désirait pas envoyer les renforts dont Montcalm et son armée allait devoir avoir besoin. C'est que, en parallèle, les Britanniques firent l'exact inverse que Paris en envoyant un fort contingent dans leurs colonies, qui, d'ailleurs, pouvaient compter sur un important réservoir d'hommes au contraire de la Nouvelle France. Londres mettait en fait l'accent sur la guerre américaine, tandis que ses adversaires semblaient se désintéresser de leurs colonies nord-américaines au moment où Montcalm et son armée n'allaient bientôt plus pouvoir faire la différence de par une infériorité numérique trop élevée. En outre, la flotte britannique, étant passée maîtresse de l'océan Atlantique, en profitait pour effectuer un blocus de plusieurs ports, aussi bien en France qu'au Canada, et porter ainsi lourdement préjudice au commerce colonial français et au ravitaillement de la Nouvelle France. Le manque de contact avec la métropole et d'approvisionnement en provenance de celle-ci ne pouvait qu'induire un effet très négatif sur le reste du conflit.
En 1758, année durant laquelle ils semblèrent se ressaisir, les Britanniques lancèrent plusieurs offensives majeures, parvenant à enlever la forteresse de Louisbourg (par ailleurs précédemment tombée entre leurs mains en 1745 lors de la troisième guerre intercoloniale), et triomphant aux batailles de Fort Duquesne et de Fort Frontenac. L'année suivante, les forces du général Jeffery Amherst prirent finalement Fort Carillon, devant lequel les Britanniques avaient échoué en 1758, et Fort Niagara, tandis qu'une seconde armée, menée par le général James Wolfe, remontait le Saint-Laurent afin de mettre le siège devant Québec. Montcalm ordonna de tenir bon durant l'hiver, en attente de potentiels renforts envoyés de France. Il réussit à retarder les Britanniques, mais devait mourir peu de temps après lors de la bataille des plaines d'Abraham le 13 septembre 1759, en même temps que Wolfe dont les troupes mirent en déroute les Français. Québec allait être prise quelques jours plus tard. Malgré cette victoire britannique presque décisive, la Nouvelle France continua de résister. Ses forces tentèrent de reprendre la capitale l'année suivante, mais la Nouvelle France devait définitivement s'écrouler peu après, à la suite de la capitulation de Montréal.

### Autre théâtre d'opérations en Amérique
Hors Amérique du Nord, les Antilles servirent également de terrain d'affrontement colonial entre Français et Britanniques, quoique de moindre ampleur. La domination maritime devant être la condition à une victoire dans l'espace antillais, c'est sans surprise que là encore les Français ne purent rivaliser avec leurs ennemis. L' île de Guadeloupe tomba rapidement dans l'escarcelle britannique en 1759, tandis que la Martinique résista mieux, mais, après avoir repoussé une première invasion, elle dut subir le même sort que la Guadeloupe en 1762. L'île de la Dominique fut également capturée en 1761 par les Britanniques.

## Guerre en Europe

### Échecs contre la Prusse
En 1756, tandis que la guerre durait depuis déjà deux ans en Amérique du Nord, c'est au tour de l'Europe de s'embraser. La France, de par son alliance avec l'Autriche, attaquée la même année par la Prusse, entrait officiellement dans un conflit qui, désormais, devrait l'occuper sur plusieurs fronts (bien que Louis XV ait eu pour préférence celui du continent plus que celui des colonies). Appuyée, outre l'Autriche, par la Suède et la Russie, elle concentra ses principaux efforts contre les Prussiens qui ne pouvaient compter majoritairement que sur la Grande-Bretagne.
Cependant, malgré plusieurs offensives et de nombreuses tentatives, et en dépit d'une guerre d'usure continuelle qui provoqua des dégâts considérables sur la population civile allemande, les armées franco-autrichiennes n'arrivèrent pas à défaire de façon décisive la Prusse de Frédéric II, redoutable puissance militaire; contrecarrées par les forces du duc de Brunswick, composées de troupes allemandes et britanniques, la campagne d'Allemagne n'eut pas le succès escompté, et seule la participation de l'Empire russe en Europe centrale permit d'acculer un certain temps la Prusse avant que le prussophile Pierre III de Russie ne monte sur le trône impérial et ne sauve celle-ci de l'anéantissement.
La France avait pourtant, là aussi, bien commencé le conflit par la capture, en 1756, de Minorque sur les Britanniques. La marine britannique, cependant, par la conduite de blocus des ports adverses, coupait plusieurs lignes de liaison, empêchant certains transferts de troupes et de matériel, et détruisant le commerce maritime. Réalisant que la Prusse avait peu de chance de tomber tant que durerait son soutien britannique, Choiseul, secrétaire d'État français aux affaires étrangères, développa un plan dont l'objectif était l'invasion de la Grande-Bretagne suivant trois axes principaux: Portsmouth, l'Essex et l'Écosse. À cet effet, il supervisa la mise sur pied d'une puissante flotte de transport devant acheminer les troupes pendant l'année 1759. Mais, au même moment, les lourdes défaites maritimes subies par la flotte de guerre française à Lagos et à la baie de Quiberon réduisirent en cendres les espoirs de Choiseul d'envahir la Grande-Bretagne; le projet fut donc abandonné. Une force de diversion, sous les ordres de François Thurot, parvint à atteindre l'année suivante l'Irlande du Nord, avant d'être repoussée par la marine britannique. Thurot, qui fut tué lors de ce combat, allait devenir un véritable héros en France.

### Alliance déçue avec l'Espagne
À ce stade de la guerre, où la défaite semblait devenir inévitable, l'état financier de la France allait de moins en moins bien, en dépit des efforts d'Étienne de Silhouette, contrôleur général des finances, afin de rétablir la situation. Néanmoins, le Royaume pouvait toujours compter sur la position conciliante car pro-française de l'Espagne voisine, qui, officiellement neutre avant 1762, évoluait de plus en plus positivement vers un soutien direct à la France. Le rapprochement entre les deux États se trouvait facilité par le fait que les branches familiales régnantes de chacun des deux appartenaient à une même famille, les Bourbons. En outre, l'Espagne, observant clairement que la France était en train de perdre ses possessions coloniales et sa position dominante en Europe au profit de Londres, et elle-même puissance coloniale, s'inquiétait de ce que sa rivale britannique puisse devenir trop influente dans le monde sans un contre-pouvoir français efficace. Encouragé par Choiseul, le Pacte de famille fut signé en 1761 et unissait officiellement en une même alliance défensive l'Espagne à la France.
Au mois de décembre de la même année, la guerre éclata entre l'Espagne et la Grande-Bretagne, Espagne qui se retrouvait donc définitivement dans le camp français. Cependant, si la France gagnait un allié en remplacement de la défection russe de janvier 1762, la participation espagnole à la guerre allait s'avérer plutôt décevante, sans pouvoir offrir à la France le bol d'air tant espéré par Choiseul. Les efforts espagnols furent majoritairement concentrés sur l'invasion du Portugal et de certains de ses territoires coloniaux d'Amérique du Sud. Soutenue matériellement et militairement par la France, l'invasion du Portugal fut un échec cuisant pour les Franco-espagnols qui durent se replier sur leurs lignes peu après la frontière ennemie franchie. L'Espagne, comme son alliée française, allait à son tour subir revers sur revers sur les mers et dans les colonies, les Britanniques occupant très rapidement Cuba et Manille aux Philippines. Finalement, à la fin de l'année 1762, la France et l'Espagne demandaient la paix.

## Guerre en Asie

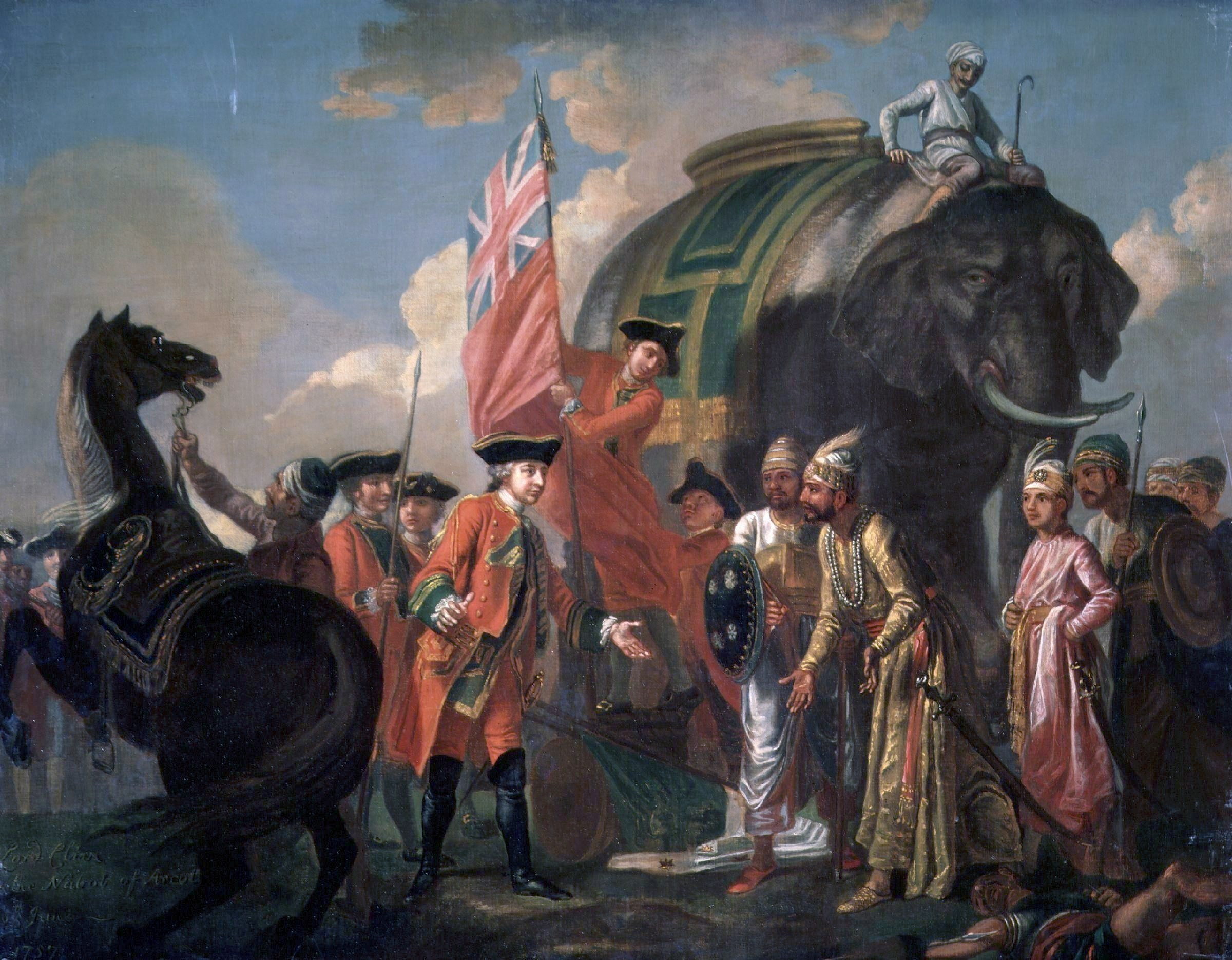
Lord Clive rencontre Mir Jafar, qui s'était allié aux Britanniques, après la Bataille de Plassey.

La France avait vu ses positions en Inde sévèrement affaiblies après la seconde guerre carnatique, qui s'était conclue en 1754 par le Traité de Pondichéry. Malgré cela, les Français conservaient un réseau de comptoirs commerciaux d'une certaine importance, en particulier Pondichéry, et entretenaient des relations avec plusieurs princes indiens hostiles à la Grande-Bretagne, elle aussi implantée sur le sous-continent indien.
La guerre en Inde débuta assez mal pour la France, qui perdit dès 1757 Chandernagor, son dernier comptoir au Bengale. La même année, ils furent une nouvelle fois sévèrement défaits à la bataille de Plassey. Une importante force armée de près de 4 000 hommes sous les ordres du comte de Lally fut dès lors dépêchée en 1758 par la métropole afin de rétablir la situation. Ayant passé proche de faire basculer la balance en faveur des Français, cette expédition allait cependant échouer à enlever Madras, ne répétant pas le succès de 1746. Les troupes françaises ne purent empêcher la chute de Pondichéry en 1761, ouvrant la voie à une victoire britannique complète en Inde. Dominant leur adversaire en Inde, les Britanniques eurent la possibilité, en 1762, d'envoyer une expédition depuis Madras pour prendre Manille à l'Espagne, alliée de la France. En battant ainsi ses rivales espagnoles et françaises en Asie, la Grande-Bretagne affaiblissait de manière générale davantage la présence des Bourbons sur ce dernier continent.

## Guerre en Afrique
La France, comme de nombreuses autres nations européennes, avait établi une série de comptoirs et de fortins le long de la côte ouest-africaine, lui servant de bases pour effectuer la traite négrière en direction de ses colonies antillaises. Elle était notamment présente à Saint-Louis du Sénégal. En avril 1758, une expédition britannique, à l'initiative du marchand Thomas Cumming et autorisée par le premier ministre William Pitt, captura Saint-Louis, assurant de tels profits que deux autres expéditions furent menées la même année qui enlevèrent l'île de Gorée et le comptoir français de Gambie.
La perte de ces lucratifs postes allait affaiblir davantage les finances et le commerce français. En 1762, un contingent eut pour objectif la reconquête des postes perdus au Sénégal, contre-offensive qui fut en fin de compte annulée.